# Casas Reales de Arévalo
Las Casas Reales de Arévalo, también llamado Palacio de Juan II o Palacio del rey Juan, fue un palacio castellano, residencia de la familia real de la casa de Trastámara. En 1461, la futura Isabel I de Castilla, y su hermano son trasladados al Alcázar de Segovia por orden de su hermanastro el rey Enrique IV de Castilla, momento en que el edificio quedará como el lugar de reposo de Isabel de Portugal hasta 1496. En todo momento fue la familia Velázquez de Cuéllar, encabezada por Gutierre Velázquez de Cuéllar, mayordomo mayor de la reina, la encargada de su mantenimiento. En 1524 sufre una gran remodelación para alojar en su interior a las monjas cistercienses Bernardas procedentes del cercano Monasterio de Gómez Román en ruinas, actual Ermita de La Lugareja. Fue destruido por completo en 1978 para construir viviendas privadas.

## Historia

### Orígenes

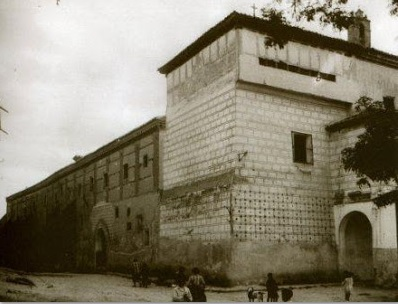
Vista de la torre sur, la única que se conservó tras la reforma como Monasterio

Tras la muerte en Montiel en 1369 de Pedro I a manos de su hermanastro el futuro Enrique, se instaura en Castilla la dinastía de los Trastámara. Durante la Edad Media la villa de Arévalo constituyó una plaza fortificada y un centro de comunicaciones de gran importancia entre los concejos adyacentes, entre los que se encontraban Ávila, Medina del Campo, Olmedo, Coca o Segovia. La aristocracia arevalense en el poder durante la Baja Edad Media apoyó a los Trastámara en la Guerra Civil Castellana, hecho éste que propició que la localidad cobrase gran importancia política y la frecuente visita de la corte. Fue durante los primeros años del reinado de Enrique II, (1369-1379), cuando el concejo de Arévalo y sus sexmos, levantaron un caserón grande a modo de palacio. Fue construido en la plaza del Real, justo tras pasar la muralla por el arco de Alcocer, ya que durante las frecuentes estancias de la Casa Real en la Villa, ésta no tenía un lugar donde alojar a la corte.

### Juan II de Castilla
Durante el reinado del rey Juan II, Arévalo ya era una villa importante. En 1418 casa el rey con María de Aragón y hace donación del señorío de Arévalo y Madrigal que había recibido de su madre, a su esposa, madre del futuro Enrique IV. Tras el fallecimiento de la reina en 1445, se casó en segundas nupcias con Isabel de Portugal, en 1447 en Madrigal de las Altas Torres, donde nacería su hija Isabel, el 22 de abril de 1451. Es ahora cuando la villa es donada de nuevo a la reina, hecho importante por ser Arévalo villa de realengo. Durante esta época Arévalo, consigue su mayor esplendor y el palacio sufre su mayor ampliación a gusto de los reyes.
El 22 de julio de 1454 el rey Juan II fallece en Valladolid, y la reina viuda Isabel de Portugal se traslada junto con sus dos hijos, Isabel y Alfonso, a su señorío alojándose en las Casas Reales de Arévalo hasta que el rey Enrique IV los traslada a la corte.

### Isabel I de Castilla, La Católica

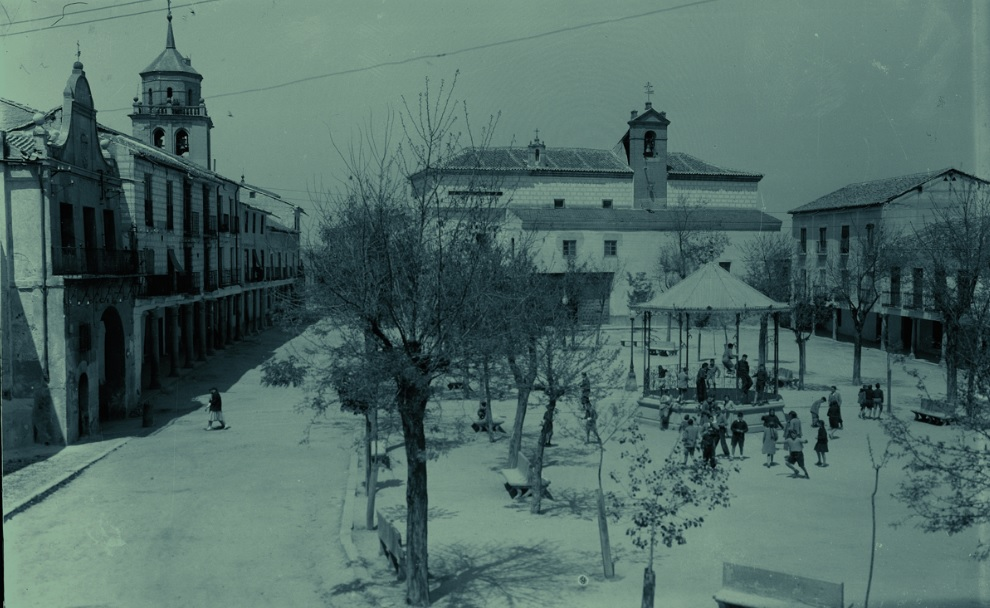
Plaza de El Real con el Palacio al fondo en los años 50

Isabel pasó en las Casas Reales de Arévalo su vida desde poco después de su nacimiento hasta 1461, cuando con 10 años es llevada a su hermano Alfonso a Segovia sede de con la corte, quedando su madre Isabel de Portugal en el palacio arevalense, donde fallecería el 15 de agosto de 1496.
Las Casas Reales eran entonces un humilde palacio que nada tendrían que ver con la suntuosidad del Alcázar de Segovia, donde conocería a la que sería su persona de confianza durante toda su vida, Beatriz de Bobadilla, Marquesa de Moya, hija del guardián del Castillo de Arévalo. También conocería al tesorero y Mayordomo Mayor de la corte, Gonzalo Chacón, a quién la propia reina lo denominaba como su padre.
La última vez que se tiene constancia que Isabel La Católica pisó el palacio, fue junto con su marido Fernando II de Aragón para visitar a su madre el 27 de mayo hasta el 3 de junio de 1495 quedando hospedados en sus estancias.

### Monasterio de Santa María La Real

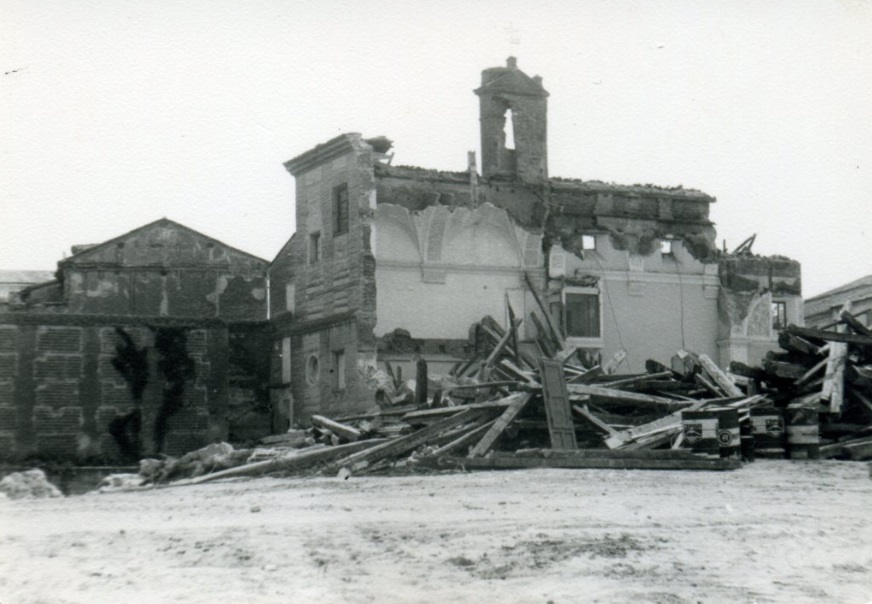
Demolición de las ruinas de las Casas Reales de Arévalo en 1978

Tras la muerte de Isabel de Portugal en 1496 el complejo palaciego quedó deshabitado, utilizado sólo a modo de posada real para dar alojamiento a nobles y miembros de la corte. Con la llegada al trono de Carlos I, nieto de Isabel, Castilla deja de ser el centro político y Arévalo pierde importancia, quedando el palacio abandonado.
En 1524 las monjas bernardas del cercano monasterio de Gómez Román en ese momento amenazando ruina, piden traslado a un sitio más seguro. El alcalde de la villa Rodrigo Ronquillo intercede ante el rey Carlos I que cede las Casas Reales a la orden. El palacio fue remodelado para alojar a más de 80 religiosas y funcionó como convento hasta 1973 cuando fueron trasladadas a un edificio totalmente nuevo a las afueras de la ciudad debido al estado de falta de comodidades para las religiosas del antiguo palacio. 
En 1978 fue totalmente demolido ya que aunque no amenazaba ruina se decidió la construcción de viviendas privadas en sus terrenos.